# 李春良 (1963年)
李春良（1963年2月—），男，河北霸州人，中国政治人物。曾任国家林业和草原局副局长。
2025年5月13日, 国家林业和草原局原党组成员、副局长李春良涉嫌严重违纪违法，目前正接受中央纪委国家监委纪律审查和监察调查。

## 生平
1980年进入第二炮兵部队服役，曾任技术学院动力机械系制氮设备专业学员。1995年借调至中共中央组织部地方干部局工作。2001年后，历任中共中央组织部干部二局办公室副主任、二处处长、二局副局长等职。2007年获得清华大学公共管理学院在职公共管理硕士学位。2008年调至江西省工作，任中共江西省委组织部副部长兼省委老干部局局长等职。2011年回到中央，此后历任中共中央组织部干部二局巡视员、副局长，干部四局局长等职。2016年12月30日，任国家林业局副局长。2017年6月，任国家林业局濒危物种进出口管理中心主任。2018年3月国务院机构改革后，任新组建的国家林业和草原局（国家公园管理局）副局长兼国家林业局濒危物种进出口管理中心主任。2023年3月31日，不再担任副局长职务。
2025年5月13日，因涉嫌严重违纪违法，接受中央纪委国家监委纪律审查和监察调查。